# Jacquemontia cumanensis
Jacquemontia cumanensis är en vindeväxtart som först beskrevs av Carl Sigismund Kunth, och fick sitt nu gällande namn av Carl Ernst Otto Kuntze. Jacquemontia cumanensis ingår i släktet Jacquemontia och familjen vindeväxter. Inga underarter finns listade i Catalogue of Life.